# 一級鉄十字章

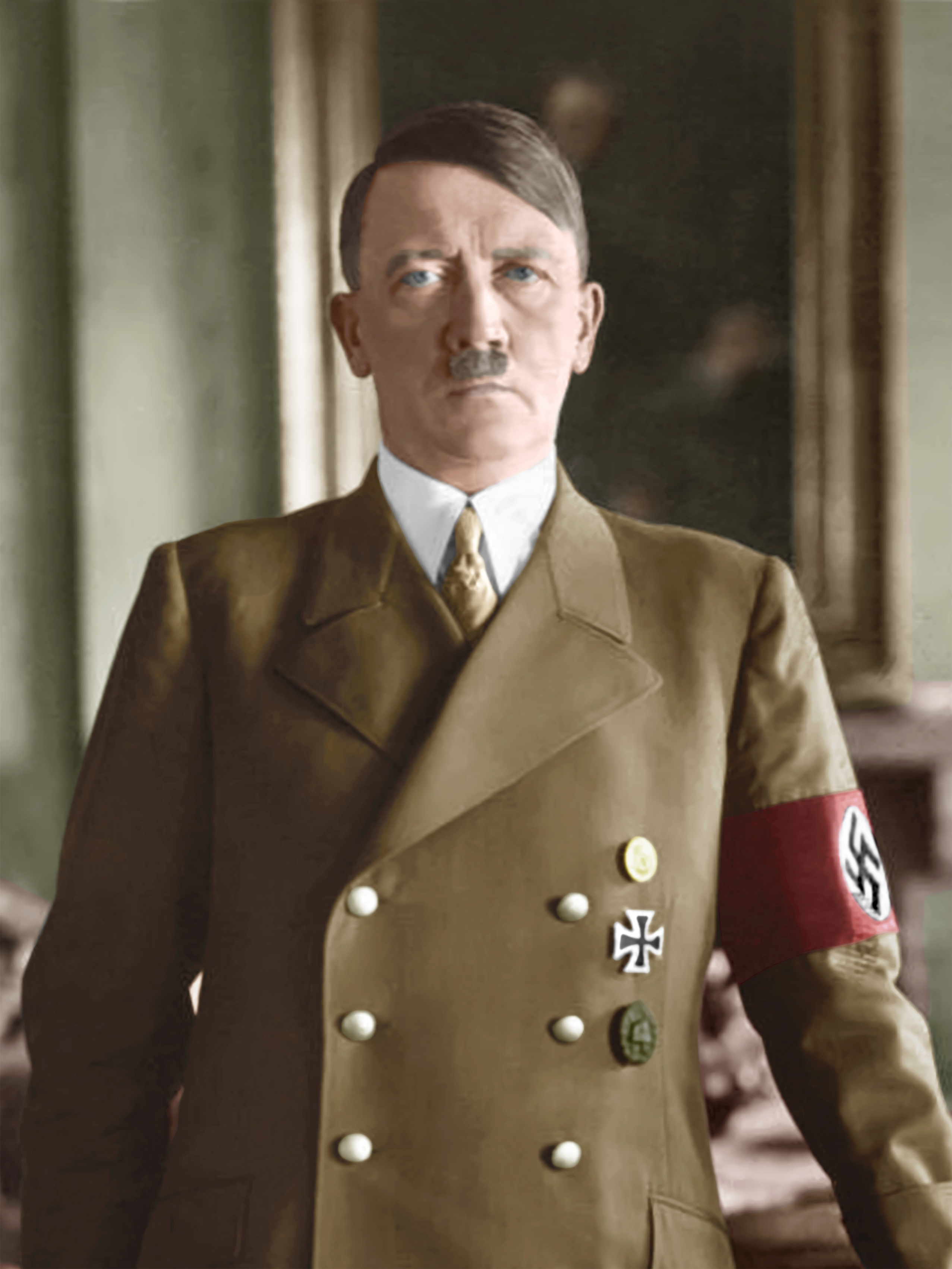
第一次世界大戦時の一級鉄十字章、1914年章を付けたアドルフ・ヒトラー。

一級鉄十字章（Eisernen Kreuzes I. (erster) Klasse）はプロイセン及びドイツの軍事功労賞であり、最下級の鉄十字章二級鉄十字章の上位に位置した。四度の戦争（ナポレオン戦争、普仏戦争、第一次世界大戦、第二次世界大戦）の全てで制定されている。
一級鉄十字章は二級鉄十字章と同じ大きさであったが、二級鉄十字章が小綬により左胸又はボタンホールに佩用するのに対し、一級鉄十字章にはリボンが無く、左肋に直接佩用した。

## 歴史

### プロイセン王国

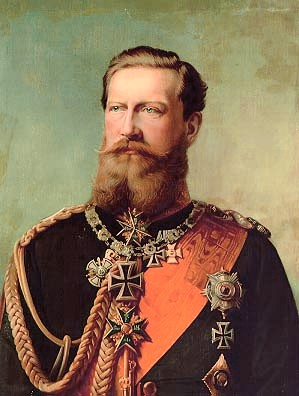
フリードリヒ皇太子(後のフリードリヒ3世)中央に大鉄十字勲章、向かって右上に2級、右下に1級鉄十字勲章を佩用。

1813年のナポレオン戦争の際にはじめて鉄十字章が制定され、二級鉄十字章の上位の勲章として定められた。この戦争では670名の軍人が一級鉄十字章に受章した。
1870年の普仏戦争の際に再度鉄十字章が制定され、ナポレオン戦争と同様に二級鉄十字章の上位の勲章として定められた。この戦争では1319名の軍人が一級鉄十字章に受章している。
1914年の第一次世界大戦の際にも再度鉄十字章が制定され、ナポレオン戦争や普仏戦争と同様に一級鉄十字章が定められた。しかし第一次世界大戦は長期化・泥沼化したため、約16万人もの軍人が一級鉄十字章を受章した。

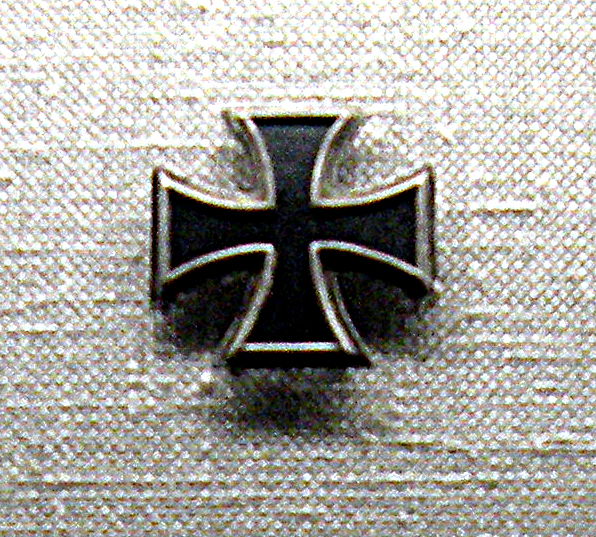
1813年章
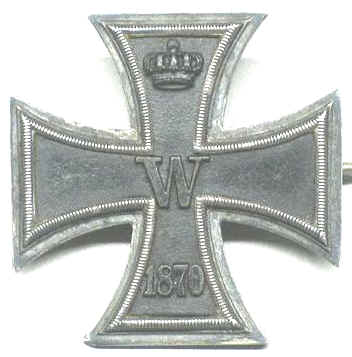
1870年章
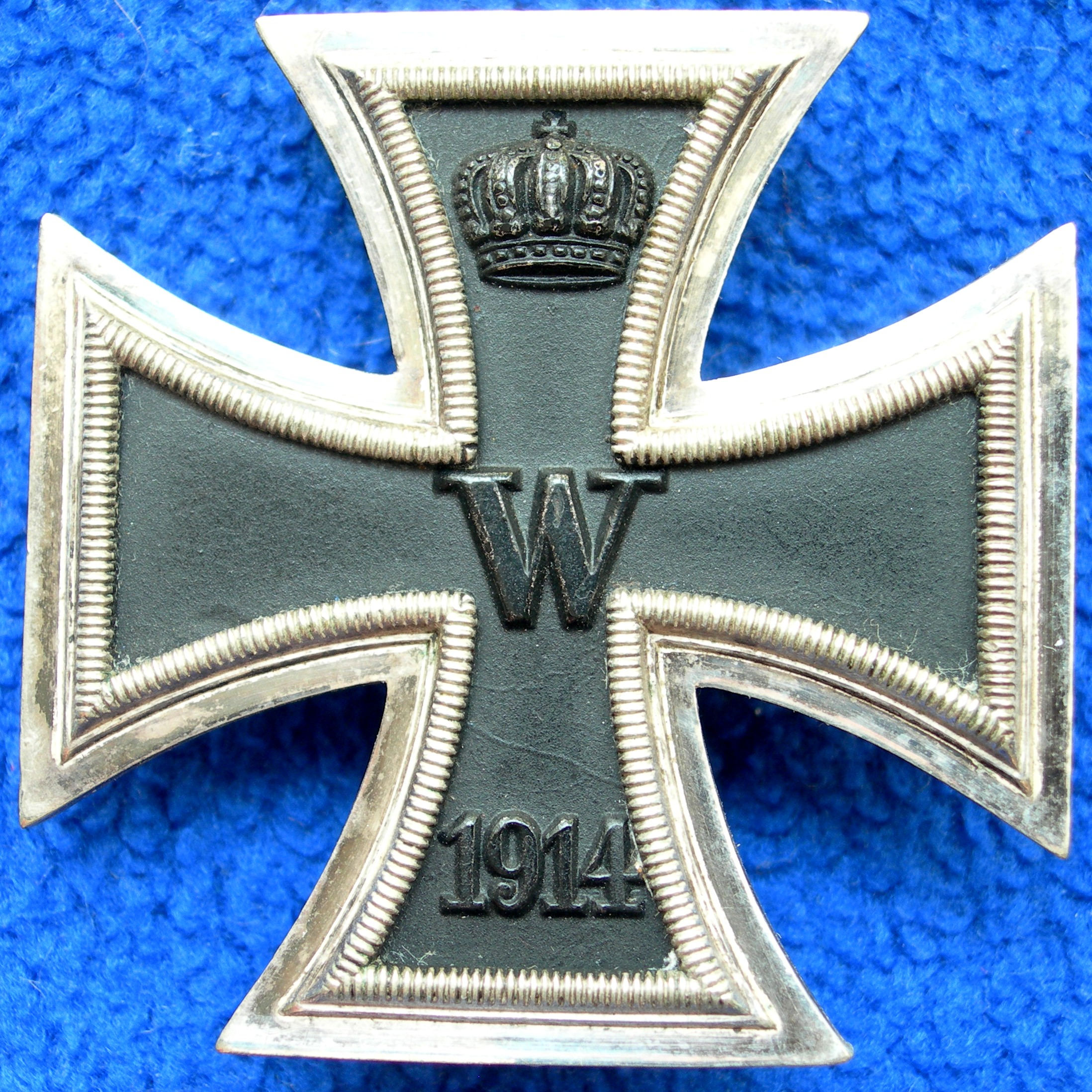
1914年章

### ナチス・ドイツ
1939年の第二次世界大戦の際にナチス・ドイツ政府が鉄十字章を再度制定した。この鉄十字章は、上から大鉄十字章、騎士鉄十字章、鉄十字章に分類され、鉄十字章には一級鉄十字章と二級鉄十字章の二等級が設けられた。第一次世界大戦時に一級鉄十字章や二級鉄十字章を受章していた者には略章が授与された。
第一次世界大戦と同じく長期化・泥沼化した第二次世界大戦では約30万人もの軍人が一級鉄十字章を受章している。一級鉄十字章の上位の騎士鉄十字章受章者は最終的に約7000名にしかならず、第一級鉄十字章と騎士鉄十字章の間に大きな格差があった。そのため、1940年には鉄十字章と別の軍事勲章としてドイツ十字章が制定され、この間を埋める役割を果たすことになった。ドイツ十字章を受けるためには一級鉄十字章又は一級戦功十字章の受章が必要であった。そして、第二次世界大戦中の戦功章は大鉄十字章、騎士鉄十字章、ドイツ十字章、一級鉄十字章、二級鉄十字章の序列となった。

1939年章
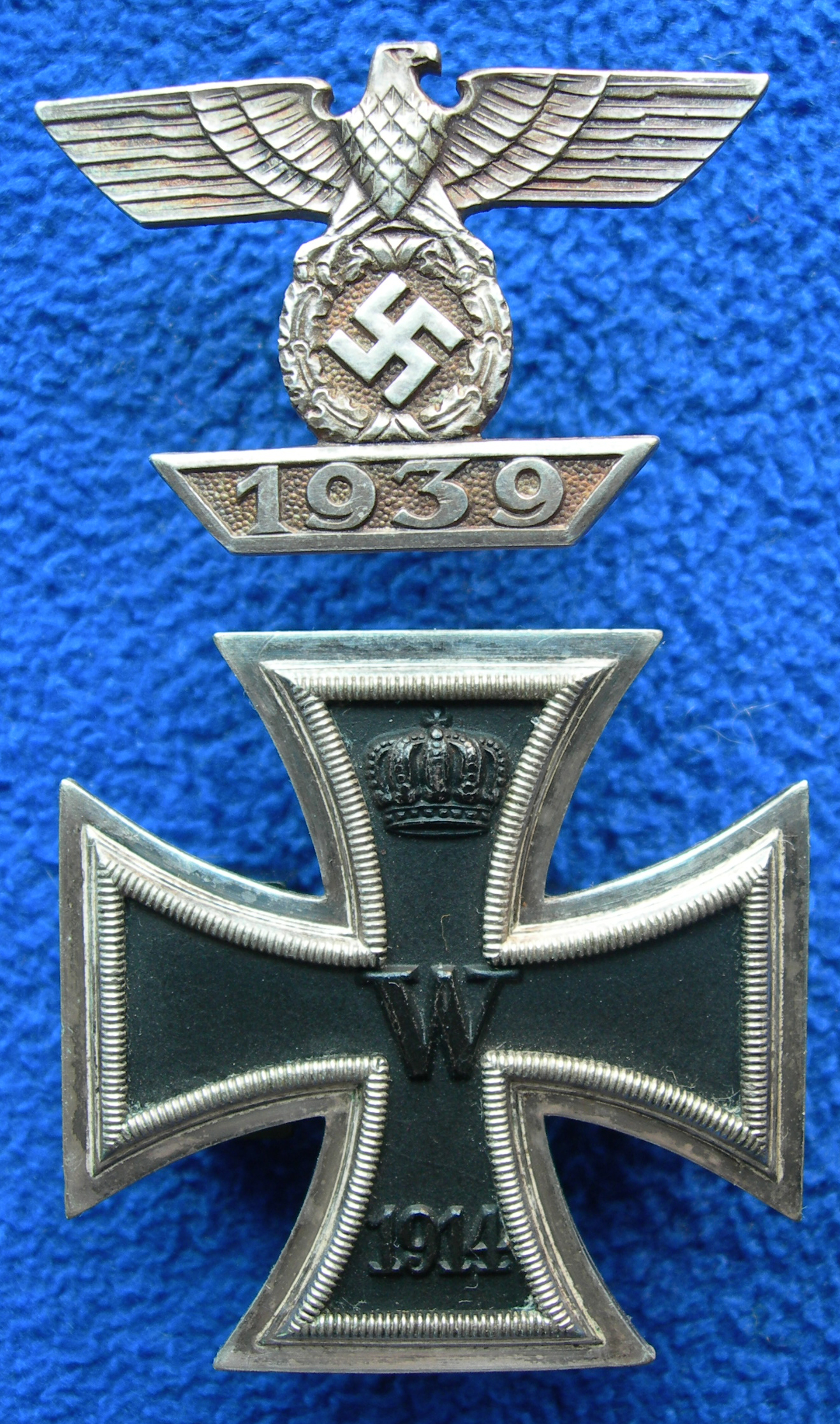
1939年略章（上）と1914年章（下）
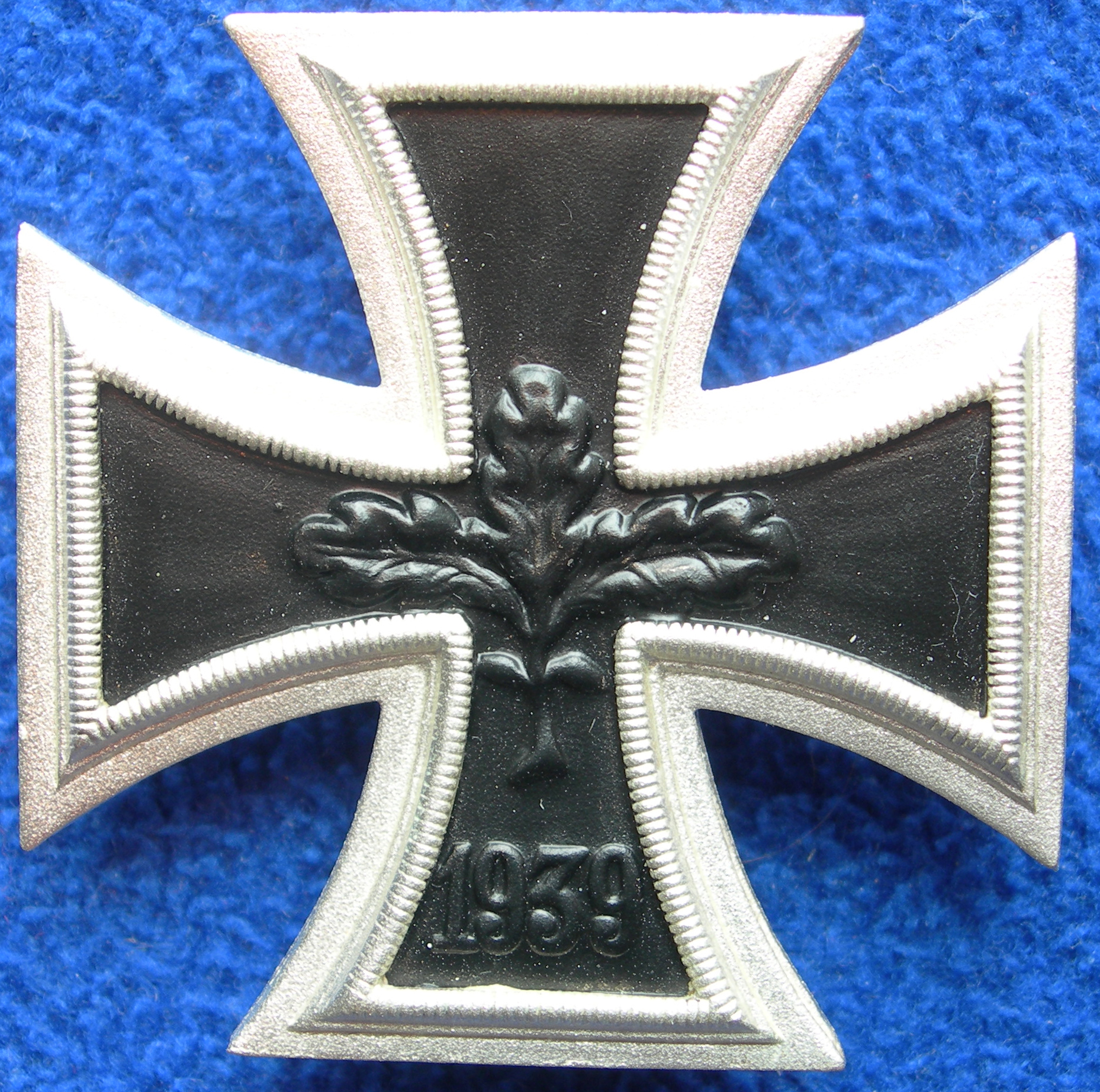
ハーケンクロイツを柏葉に置き換えて再発行された1939年章。